# 希布甘杰乌帕齐拉 (博格拉县)
希布甘杰乌帕齐拉是孟加拉国的一个乌帕齐拉，位于拉傑沙希專區的博格拉县，创建于1983年。

## 地理
希布甘杰乌帕齐拉总面积为314.92平方公里（121.59英里），位于博格拉县的东北部，其北部与朗布尔专区接壤，其东部与索纳塔拉和加布塔利乌帕齐拉相邻，南部与博格拉沙达尔乌帕齐拉和卡哈魯烏帕齊拉相接，西南部与杜布坚吉亚乌帕齐拉毗邻，西部与焦伊布尔哈德县接壤。戈罗多亚河由南向北流经该乌帕齐拉。

## 人口
据2011年孟加拉国人口普查，希布甘杰乌帕齐拉共有99242户人家，共计378700人口，其中5.7%生活在城区，9.0%年龄低于五岁。该地7岁以上人口之平均识字率为44.1%，低于全国平均值（51.8%）。